# 마레크 슈필라르
마레크 슈필라르(슬로바키아어: Marek Špilár, 1975년 2월 11일 ~ 2013년 9월 7일)는 슬로바키아의 전 축구 선수이다.
슈필라르는 2013년 9월 프레쇼우시의 5층 높이의 아파트에서 창문 밖으로 뛰어내려 38세의 나이에 스스로 생을 마감하였다.

## 통계
| 슬로바키아 | 슬로바키아 | 슬로바키아 |
| 연도       | 출전       | 골         |
| ---------- | ---------- | ---------- |
| 1997       | 11         | 0          |
| 1998       | 12         | 0          |
| 1999       | 1          | 0          |
| 2000       | 0          | 0          |
| 2001       | 0          | 0          |
| 2002       | 6          | 0          |
| 합계       | 30         | 0          |